# Mephitis macroura
Espèce
Statut de conservation UICN

 LC  : Préoccupation mineure
Répartition géographique
La moufette à capuchon (Mephitis macroura) est une espèce de mammifères de la famille des Mephitidae (moufettes). Elle est présente du sud des États-Unis au Costa Rica.

## Liste des sous-espèces
Selon MSW :
- sous-espèce Mephitis macroura macroura ;
- sous-espèce Mephitis macroura eximius ;
- sous-espèce Mephitis macroura milleri ;
- sous-espèce Mephitis macroura richardsoni.